# Abborrtjärnarna (Särna socken, Dalarna, 684003-133896)
Abborrtjärnarna är en sjö i Älvdalens kommun i Dalarna och ingår i Dalälvens huvudavrinningsområde.